# 이정준 (1977년)
이정준(1977년 6월 18일 ~ )은 대한민국의 배우이다. 1996년부터 1998년까지 LG 트윈스의 야구 선수로 활동하였다.

## 출연 작품

### 텔레비전 드라마
- KBS《난폭한 로맨스》(2012) ... 송동열 역 (특별출연)
- MBC《2009 외인구단》(2009) ... 최관 역
- KBS《미워도 다시 한 번》(2009)

### 영화
- 《투혼》(2011) ... 채형우 역
- 《마이 뉴 파트너》(2008) ... 서울 경찰 역
- 《사랑, 그 간절한 그리움》(2005)
- 《슈퍼스타 감사용》(2004) ... 허운 역
- 《YMCA 야구단》(2002) ... 성남구락부 투수 역